# Sammy Scheuritzel
Sammy Scheuritzel (* August 1998 in Berlin) ist ein deutscher Schauspieler, der 2009 als Kinderdarsteller in der Rolle von Würgen im Film Wickie und die starken Männer bekannt wurde.

## Leben
Sammy Scheuritzel wurde 1998 in Berlin geboren. 2009 gab Scheuritzel in Wickie und die starken Männer sein Spielfilmdebüt als Schauspieler. Im gleichen Jahr erhielt er eine Rolle in der Serie SOKO Leipzig. 2010 folgte der Film Teufelskicker, in dem Scheuritzel den Jugendlichen Niko spielte. 2015 war er in der Serie Der Kriminalist zu sehen. Für seine Rolle in dem Kurzfilm Was ich dir noch sagen wollte wurde Scheuritzel im Rahmen des Filmfestival Max Ophüls Preises 2017 als Bester Nachwuchsschauspieler nominiert.
Von 2019 bis 2023 absolvierte er sein Schauspielstudium an der Otto Falckenberg Schule, München.

## Filmografie (Auswahl)
- 2007: Schattenkinder
- 2008: Krimi.de (Fernsehserie, Folge 5x02)
- 2009: Kinder des Sturms
- 2009: Wickie und die starken Männer
- 2009, 2020: SOKO Leipzig (Fernsehserie, 2 Folgen, 2 Rollen)
- 2010: Teufelskicker
- 2011: Die Lehrerin
- 2012: Die letzte Fahrt
- 2013: Quellen des Lebens
- 2015, 2017: Der Kriminalist (Fernsehserie, 2 Folgen, 2 Rollen)
- 2015: Spreewaldkrimi – Die Sturmnacht
- 2016: Jeder stirbt für sich allein
- 2016: Tschick
- 2017: Was ich dir noch sagen wollte (Kurzfilm)
- 2017, 2020: Dark (Fernsehserie, 3 Folgen, 2 Rollen)
- 2018: Morden im Norden (Fernsehserie, Folge 5x08)
- 2018: Raus
- 2018, 2019: Letzte Spur Berlin (Fernsehserie, 2 Folgen, 2 Rollen)
- 2019: SOKO Köln (Fernsehserie, Folge 15x15)
- 2019: Dark
- 2020: Nackte Tiere
- 2021: Schwarze Insel
- 2023: Legend of Wacken (Fernsehserie, 6 Folgen)
- seit 2024: Player of Ibiza (Fernsehserie)
- 2024: Tatort: Schau mich an (Fernsehreihe)
- 2024: Tatort: Ad Acta (Fernsehreihe)
- 2025: Mit der Faust in die Welt schlagen

## Auszeichnungen
Filmfestival Max Ophüls Preis
- 2017: Nominierung als Bester Nachwuchsschauspieler (Was ich dir noch sagen wollte)